# Euphorbia neopolycnemoides
Euphorbia neopolycnemoides es una especie fanerógama perteneciente a la familia de las euforbiáceas.  Es originaria de   Zimbabue, Botsuana, Caprivi y Namibia.

## Descripción
Es una planta perenne o anual herbácea, que alcanza un tamaño de 5-25 cm de altura, dividida en la base en dos (o en ocasiones más) ramas principales, se producen 1-6 veces en zigzag, erguidas, bien esbeltas y frondosas.

## Ecología
Se encuentra en terreno pedregoso entre la hierba en los bosques de mopane, a una altitud de 300-1460 metros en Sudáfrica, Botsuana.
Es una especie cercana a Euphorbia polycnemoides y Euphorbia eylesii.

## Taxonomía
Euphorbia neopolycnemoides fue descrita por Pax & K.Hoffm. y publicado en Botanische Jahrbücher für Systematik, Pflanzengeschichte und Pflanzengeographie 45: 240. 1910.
Etimología
Euphorbia: nombre genérico que deriva del médico griego del rey Juba II de Mauritania (52 a 50 a. C. - 23), Euphorbus, en su honor – o en alusión a su gran vientre –  ya que usaba médicamente Euphorbia resinifera. En 1753 Carlos Linneo asignó el nombre a todo el género.
neopolycnemoides: epíteto que indica una especie similar a Euphorbia polycnemoides.
Sinonimia
- Chamaesyce neopolycnemoides (Pax & K.Hoffm.) Koutnik
- Euphorbia arabica var. latappendiculata Pax[6][1]